# Joanna Kurczewska (chemik)
Joanna Kurczewska – polska chemiczka, dr hab. nauk chemicznych, adiunkt Zakładu Chemii Supramolekularnej Wydziału Chemii Uniwersytetu im. Adama Mickiewicza w Poznaniu.

## Życiorys
W 2003 uzyskała tytuł magistra, natomiast 29 czerwca 2007 obroniła pracę doktorską Dwufunkcyjne receptory jonowe – synteza, właściwości, zastosowanie, otrzymując doktorat, a 14 września 2017 habilitowała się na podstawie oceny dorobku naukowego, oraz pracy Otrzymywanie i badanie właściwości hybrydowych nieorganiczno-organicznych układów o sprecyzowanym zastosowaniu.
Została zatrudniona na stanowisku adiunkta w Zakładzie Chemii Supramolekularnej na Wydziale Chemii Uniwersytetu im. Adama Mickiewicza w Poznaniu.

## Wybrane publikacje
- 2008: Chemically modified silica surface as effective sodium cation scavenger[1]
- 2010: Adsorption of metal ions on magnetic carbon nanomaterials bearing chitosan-functionalized silica[1]
- 2010: Preparation and characterization of magnetic carbon nanomaterials bearing APTS-silica on their surface[1]
- 2015: Will the use of double barrier result in sustained release of vancomycin? Optimization of parameters for preparation of a new antibacterial alginate-based modern dressing[1]
- 2017: Halloysite nanotubes as carriers of vancomycin in alginate-based wound dressing[1]